# Numberblocks
Numberblocks es una serie británica de animación para televisión para niños en edad preescolar que debutó en CBeebies el 23 de enero de 2017. El programa fue creado por Joe Elliot y producido por Alphablocks Ltd con Blue Zoo. Fue encargado por la British Broadcasting Corporation, con Larkshead Media y Learning Resources con los derechos de comercialización. La serie se estrenó en CBeebies en Inglaterra y S4C en Gales.
El programa está protagonizado por los Numberblocks, personajes de bloque que representan números. Viven en Numberland y se embarcan en aventuras relacionadas con conceptos matemáticos. En 2017, el programa fue nominado para un premio BAFTA en la categoría "Aprendizaje".

## Emisión
Numberblocks sé estrenará en Cartoonito en Latinoamérica. Además estrenaron en HBO Max y sus dispositivos en IPlayer.